# 에이즈 고아

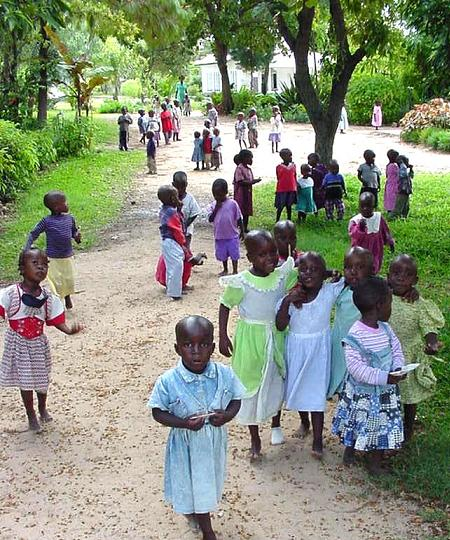
짐바브웨의 에이즈 고아

에이즈 고아(AIDS 孤兒)는 부모 중 한쪽, 또는 양쪽이 에이즈로 사망하여 고아가 된 어린이다.
유엔 에이즈 계획(UNAIDS), 세계 보건 기구(WHO), 국제 연합 아동 기금의 통계에 따르면, 이 용어는 15세가 되기 전 어머니가 에이즈로 사망한 어린이에게 쓰이며, 아버지의 생존 여부는 상관하지 않는다. 이러한 의미 한정을 토대로 한 연구에서는 에이즈 고아의 80%가 여전히 살아있는 한쪽 부모를 둔 것으로 추정하였다.
에이즈 고아는 해마다 70,000명씩 늘어나고 있으며, 2010년까지 2천만 명이 넘는 어린이들이 에이즈로 인해 부모를 잃을 것으로 추산하고 있다.
에이즈의 감염은 성적인 활동이 주된 원인이기 때문에, 에이즈 관련 사망은 가정 내 주요 생계자에게 발생하는 것이 흔하다. 따라서 에이즈 고아들은 보육이나 재정적 지원을 필요로 하게 되며, 이것은 특히 아프리카에서 심하게 나타난다.
2007년 가장 많은 에이즈 고아가 살고 있는 나라는 남아프리카(남아프리카의 에이즈 고아 기준은 18세까지 한쪽 생물학적 부모를 잃었을 경우를 포함)였으며, 2005년, 고아 중에서 에이즈 고아가 차지하는 비율이 가장 높은 나라는 짐바브웨였다.